# Barry Long
Barry Long (Sydney, 1 de agosto de 1926 — Crabbes Creek, 6 de dezembro de 2003) foi um escritor e mestre espiritual australiano.

## Biografia
Nascido na Austrália, Barry Long teve pouca educação formal. Na década de 1950, trabalhou como editor de um jornal dominical em Sydney e, posteriormente, ocupou o cargo de secretário de imprensa no Parlamento de Nova Gales do Sul. 
Na casa dos trinta anos, enfrentou um período de desilusão com os aspectos materiais da existência, decidindo abandonar sua vida pregressa, inclusive a família. Em 1964, partiu para a Índia, onde descreveu ter “transcendido espiritualmente”.
Após sua estada na Índia, viveu em Londres, onde trabalhou como subeditor e iniciou suas primeiras palestras e publicações. Retornou à Austrália em 1986, tendo residido em diversas cidades. Seu último seminário público ocorreu em outubro de 2002. Depois disso, seguiu escrevendo e publicou reflexões sobre a iminência da morte.

## Trabalho
Segundo Long, a infelicidade humana advém de um padrão cíclico de pensamentos e emoções, o qual ele descreveu como uma alternância constante entre momentos de contentamento e insatisfação. Para ele, esse ciclo era alimentado por um "vício em pensamentos", sendo possível superá-lo por meio de um caminho que denominou de "caminho da verdade", o qual incluiria:
- Observação contínua dos próprios pensamentos, emoções e ações;[5]
- Práticas de meditação focadas no relaxamento mental e na conscientização do equilíbrio corporal;[6]
- Desenvolvimento de um estado de consciência desprovido de pensamento, considerado por ele uma etapa avançada da meditação;[7]
- Transformações práticas na vida cotidiana, especialmente em áreas que causassem incômodo pessoal.

### Sexualidade e relações
Um dos temas mais comentados em seu conjunto de obras foi sua abordagem da sexualidade. Long argumentava que a relação entre homem e mulher era uma das principais fontes de sofrimento emocional no mundo ocidental contemporâneo. Escreveu sobre o uso do amor sexual como um meio de purificação pessoal e espiritual, e diferenciava o que chamava de "amor humano pessoal" de uma forma mais profunda de conexão. Sua primeira obra sobre o tema, Making Love: Sexual Love the Divine Way, foi lançada em 1984. Mais tarde, foi publicada em português como Fazer Amor de Maneira Divina: Do Acto Carnal ao Amor Divino.
Em resposta às críticas sobre o foco de seu ensinamento, Long afirmou que o principal aspecto de sua prática espiritual não era a sexualidade, mas a abnegação e a honestidade, praticadas ao longo do tempo. Em uma carta publicada, escreveu:
Uma noção que eu gostaria de corrigir é quando você diz que, em meu ensino, ‘a prática espiritual primária é fazer amor corretamente’. A prática espiritual primária… é a abnegação, a entrega e a honestidade praticadas por um longo período, oriundas de uma percepção interior de retidão e bondade.

### Outros temas
Long também abordou temas como vida familiar, morte, espiritualidade e cosmologia. Em sua obra As Origens do Homem e do Universo, publicada em 1983, expôs uma visão cosmológica própria, que considerava uma base para seus ensinamentos posteriores. Sobre essa obra, declarou:
Há tanto neste livro… é como uma base à qual todo o meu ensino remonta ou se estende. Meu ensino atual pode ser mais refinado, mas é sempre consistente com isto.
Sobre a criação de filhos, defendeu que estes deveriam ser educados desde o nascimento com um senso de justiça e verdade, complementado pelo amor.
Em decorrência dos ataques de 11 de setembro de 2001, trechos de um de seus escritos anteriores, que abordavam o tema do terrorismo, foram publicados separadamente. Em 2002, ele lançou o livro A Prayer for Life: The Cause and Cure of Terrorism, War and Human Suffering, disponível em inglês e espanhol, onde apresenta uma perspectiva holística para entender e enfrentar o terrorismo, a guerra e o sofrimento humano.

## Morte
Barry Long faleceu em 6 dezembro de 2003, aos 77 anos, em decorrência de um câncer de próstata. Após sua morte, a Barry Long Foundation, estabelecida por ele sem fins lucrativos, continuou a divulgar seus escritos e ensinamentos.

## Influências
Embora reconhecesse a importância de Jiddu Krishnamurti, Long via a si mesmo como independente e não seguidor de tradições estabelecidas, defendendo que seus seguidores buscassem a verdade por meio da experiência direta e pessoal.
Após sua morte, pensadores notáveis manifestaram reconhecimento pelo trabalho de Long. Eckhart Tolle, por exemplo, destacou a influência que os ensinamentos de Long exerceram sobre sua própria obra.

## Livros publicados (em português)
- Fazer Amor de Maneira Divina, Do Acto Carnal ao Amor Divino ISBN 978-9720029-0-10
- Meditação, Um curso prático em dez lições ISBN 85-267-0790-6
- Para Mulheres Apaixonadas ISBN 85-354-0154-7